# Pleśniakowce

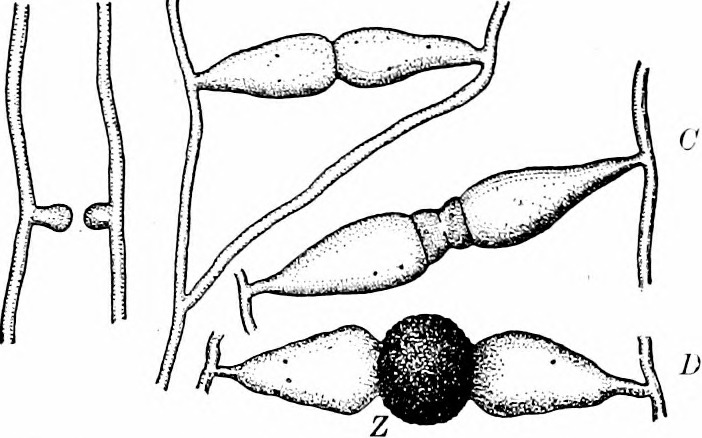
Powstawanie zygospory u Rhizopus

Pleśniakowce (Mucorales Fr.) – rząd grzybów należący do typu Mucoromycota.

## Charakterystyka
Większość gatunków to saprotrofy, jedynie niektóre w obrębie rodziny pleśniakowatych (rodzaje Mucor i Rhizopus) to okolicznościowe pasożyty roślin (głównie jednak żyjące na produktach spożywczych jako saprotrofy, czasami tylko pasożytujące na owocach).
Należące do tego rzędu gatunki to komórczaki o diploidalnej grzybni. Jej ściana zbudowana jest z chityny i β-glukanu. Rozmnażają się bezpłciowo i płciowo. Podczas rozmnażania bezpłciowego tworzą kuliste zarodnie (sporangia) lub sporangiole na długich sporangioforach. Płciowo rozmnażają się przez zygogamię, podczas której powstają zygospory spełniające funkcję przetrwalników.

## Systematyka
Pozycja w klasyfikacji według Index Fungorum: Incertae sedis, Mucoromycetes, Mucoromycotina, Mucoromycota, Fungi.
Według aktualizowanej klasyfikacji Index Fungorum bazującej na Dictionary of the Fungi do rzędu Mucorales należą rodziny:
- Backusellaceae K. Voigt & P.M. Kirk 2012
- Choanephoraceae J. Schröt. 1894 – kolcogłówkowate
- Cunninghamellaceae Naumov ex R.K. Benj. 1959 – grubogłówkowate
- Lentamycetaceae K. Voigt & P.M. Kirk 2012
- Lichtheimiaceae Kerst. Hoffm., Walther & K. Voigt 2009
- Mucoraceae Dumort. 1822 – pleśniakowate
- Mycocladaceae Kerst. Hoffm., Discher & K. Voigt 2007
- Mycotyphaceae Benny & R.K. Benj. 1985
- Phycomycetaceae Arx 1982 – glonowcowate
- Pilobolaceae Corda 1842 – zrywkowate
- Radiomycetaceae Hesselt. & J.J. Ellis 1974 – radiakowate
- Rhizopodaceae K. Schum. 1894
- Saksenaeaceae Hesselt. & J.J. Ellis 1974
- Syncephalastraceae Naumov ex R.K. Benj. 1959 – wielogłówkowate
- Syzygitaceae
- Incertae sedis[2].